# Garnavillo (Iowa)
Garnavillo – miasto w Stanach Zjednoczonych, w stanie Iowa, w hrabstwie Clayton. W 2000 liczyło 754 mieszkańców.